# Sierra Nevada a l'hivern
Sierra Nevada a l'hivern és un oli sobre llenç de Joaquim Sorolla i Bastida que mostra Sierra Nevada. El quadre va ser llegat per la vídua de l'autor, Clotilde García del Castillo, al Museu Sorolla de Madrid, i forma part del llegat fundacional.
L'obra va ser pintada des dels Adarbs de l'Alhambra de Granada en febrer de 1910, en la seua segona visita a la ciutat, pocs mesos després de pintar Sierra Nevada a la tardor. En primer pla, a l'esquerra, s'observa muntanya baixa de color marró-rogenc, amb una casa i la copa d'un arbre. En el plànol posterior s'observen les muntanyes de Sierra Nevada cobertes de neu, amb un cel blavós de núvols blancs i grisos. Els tres plànols formen un conjunt de tres franges horitzontals. El quadre mostra un moment anterior a la posta de sol, amb una llum hivernal que ni es reflecteix en la neu ni enlluerna.